# Trò chơi chiến tranh kinh doanh
Trò chơi chiến tranh kinh doanh (hay trò chơi chiến tranh doanh nghiệp) hoặc chiến tranh kinh doanh là một sự chuyển thể của nghệ thuật mô phỏng các thao tác và thao tác phản đòn trong một khung cảnh thương mại. Không giống như các trò chơi chiến tranh quân sự, hay các trò chơi chiến tranh giả tưởng có thể được thiết lập hàng trăm năm trước, các trò chơi chiến tranh kinh doanh được đặt ra hiện nay và phát triển trong thời gian gần đây, nhưng chúng đang phát triển nhanh chóng.
Lý do để chơi một trò chơi chiến tranh kinh doanh bởi vì đó là một công cụ có giá trị đặc biệt, nhất là khi môi trường cạnh tranh đang trải qua quá trình thay đổi, trò chơi cho phép người chơi xem xét và ra quyết định một cách chủ động cách những người chơi khác nhau có thể phản ứng với sự thay đổi và cách chơi của đối thủ. Lợi ích của các đội đóng vai đối thủ cạnh tranh và việc phát triển các chiến lược mạnh mẽ hơn là đặc biệt đáng chú ý, và có thể được suy ra từ một câu trích dẫn của Richard Clark, CEO của Merck & Co., khi ông phát biểu trong một cuộc phỏng vấn của USA Today: "Tôi là một người tin tưởng mạnh mẽ vào việc bạn sẽ phát triển tầm nhìn, hay kế hoạch chiến lược cho tương lai của một công ty mà bạn phải tham gia vào tổ chức, để thực hiện điều đó, và đó không thể chỉ là CEO hay 10 giám đốc điều hành hàng đầu một phòng hội nghị khô khan."".
Tại Trường Kinh doanh Paul Merage của Đại học California, Irvine ở Irvine, kỳ thi cuối cùng cho lớp trí tuệ cạnh tranh là một trò chơi chiến tranh trong đó các sinh viên đóng vai các công ty khác nhau để cố gắng giành chiến thắng trên thị trường. Hằng năm, các nhóm sinh viên đã phát triển nhiều chiến lược - một số trong đó thực sự đã sử dụng trên thị trường cho thấy rằng một trò chơi chiến tranh là một công cụ dự đoán rất mạnh mẽ cho doanh nghiệp khi được lên kế hoạch hợp lý.